# Varnæs
Varnæs is een plaats in de Deense regio Zuid-Denemarken, gemeente Aabenraa, en telt 474 inwoners (2007).
- Virtual International Authority File: 132320281